# Marthe Keller
Marthe Keller, född 28 januari 1945 i Basel, Schweiz, är en schweizisk skådespelare. Keller är främst känd för sin roll i filmen Martonmannen 1976, för vilken hon nominerades till en Golden Globe.

## Filmografi, urval
- 1972 – Ungmö på semester
- 1976 – Maratonmannen
- 1977 – Svart söndag
- 1977 – Älskade, dröj hos mig
- 1978 – Fedora
- 1987 – Svarta ögon
- 1997 – K - vissa spår försvinner aldrig
- 2010 – Livet efter detta
- 2020 – Schwesterlein